# Сандху, Ники
Харгурнек (Ники) Сингх Сандху (англ. Hargurnek (Niki) Singh Sandhu, 26 января 1962, Джамшер, Индия) — канадский хоккеист (хоккей на траве), полевой игрок. Участник летних Олимпийских игр 1984 и 1988 годов, двукратный чемпион Панамериканских игр 1983 и 1987 годов, серебряный призёр Панамериканских игр 1991 года.

## Биография
Ники Сандху родился 26 января 1962 года в индийской деревне Джамшер.
Играл в хоккей на траве за «Индию» из Ванкувера.
В 1984 году вошёл в состав мужской сборной Канады по хоккею на траве на летних Олимпийских играх в Лос-Анджелесе, занявшей 10-е место. Играл в поле, провёл 7 матчей, забил 2 мяча (по одному в ворота сборных Пакистана и Новой Зеландии).
В 1988 году вошёл в состав мужской сборной Канады по хоккею на траве на летних Олимпийских играх в Сеуле, занявшей 11-е место. Играл в поле, провёл 7 матчей, забил 2 мяча (по одному в ворота сборных Южной Кореи и Кении).
Дважды выигрывал золотые медали хоккейных турниров Панамериканских игр — в 1983 году в Каракасе и в 1987 году в Индианаполисе. Кроме того, на его счету серебро в 1991 году в Гаване.